# Sowiecka Formuła 1 Sezon 1976
Sezon 1976 był czternastym i ostatnim sezonem Sowieckiej Formuły 1. Mistrzem został Władimir Grekow, ścigający się Estonią 18.

## Kalendarz wyścigów
| Runda | Data     | Tor     | Pole position | Najszybsze okrążenie | Zwycięzca (kierowcy) | Zwycięzca (zespoły) |
| ----- | -------- | ------- | ------------- | -------------------- | -------------------- | ------------------- |
| 1–2   | 3 lipca  | Ryga    | ?             | ?                    | Władimir Grekow      | Spartak Krasnodar   |
| 1–2   | 3 lipca  | Ryga    | ?             | ?                    | Władimir Grekow      | Spartak Krasnodar   |
| 3–4   | 10 lipca | Tallinn | ?             | Jurij Tierieniecki   | Władimir Grekow      | Spartak Krasnodar   |
| 3–4   | 10 lipca | Tallinn | ?             | Eduard Markowski     | Eduard Markowski     | Zenit Ufa           |

## Klasyfikacja kierowców
| Legenda oznaczeń w tabelach wyników Wyświetl szablon na nowej stronie | Legenda oznaczeń w tabelach wyników Wyświetl szablon na nowej stronie                                                                     |
| Oznaczenie                                                            | Wyjaśnienie |
| --------------------------------------------------------------------- | --- |
| Złoty                                                                 | Zwycięzca lub mistrzostwo |
| Srebrny                                                               | 2. miejsce lub wicemistrzostwo |
| Brązowy                                                               | 3. miejsce lub II wicemistrzostwo |
| Zielony                                                               | Ukończył, punktował (w klasyfikacji generalnej, gdy zdobył co najmniej jeden punkt na przestrzeni sezonu, poza trzema powyższymi opcjami) |
| Niebieski                                                             | Ukończył, nie punktował (w klasyfikacji generalnej, gdy nie zdobył co najmniej jednego punktu na przestrzeni sezonu)                      |
| Czerwony                                                              | Nie zakwalifikował się (NZ) |
| Czerwony                                                              | Nie prekwalifikował się (NPK) |
| Różowy                                                                | Nie ukończył (NU) |
| Różowy                                                                | Niesklasyfikowany (NS) (w klasyfikacji generalnej, gdy nie został sklasyfikowany w żadnym wyścigu sezonu)                                 |
| Czarny                                                                | Zdyskwalifikowany (DK) |
| Czarny                                                                | Wykluczony (WYK/EX) |
| Biały                                                                 | Nie wystartował (NW) |
| Biały                                                                 | Kontuzjowany (K/INJ) |
| Biały                                                                 | Wyścig odwołany (OD/C) |
| Bez koloru                                                            | Został wycofany (WYC/WD) |
| Bez koloru                                                            | Nie przybył (NP/DNA) |
| Bez koloru                                                            | Nie brał udziału w treningach (NT/DNP) |
| Bez koloru                                                            | Nie został zgłoszony (–) |
| Pogrubienie                                                           | Start z pole position |
| Kursywa                                                               | Najszybsze okrążenie wyścigu |
| †                                                                     | Nie ukończył, ale jego rezultat został zaliczony ze względu na przejechanie więcej niż 90% dystansu wyścigu.                              |
| *                                                                     | Sezon w trakcie |
| 1/2/3                                                                 | Punktowana pozycja w sprincie kwalifikacyjnym                                                                                             |
| Lista systemów punktacji Formuły 1                                    | |

| Poz. | Kierowca                 | Zespół            | RGA | RGA | TLN | TLN | Punkty |
| ---- | ------------------------ | ----------------- | --- | --- | --- | --- | ------ |
| 1    | Władimir Grekow          | Spartak Krasnodar | 1   | 1   | 1   | -   | 300    |
| 2    | Eduard Markowski         | Zenit Ufa         | 3   | 3   | 4   | 1   | 263    |
| 3    | Jurij Tierieniecki       | Trud Moskwa       | NU  | 4   | 2   | 2   | 253    |
| 4    | Guram Dgebuadze          | Spartak Tbilisi   | 2   | 2   | 6   | NU  | 242    |
| 5    | Anatolij Sawwin          | Zenit Ufa         | 4   | 17  | 5   | 3   | 225    |
| 6    | Lembit Teesalu           | DOSAAF Tallinn    | 9   | 5   | 3   | NU  | 202    |
| 7    | Henry Saarm              | Jõud Tallinn      | 7   | 7   | DK  | 6   | 178    |
| 8    | Władimir Gienierałow     | Spartak Leningrad | 11  | 10  | 8   | 10  | 171    |
| 9    | Siergiej Panasienko      | Spartak Moskwa    | 6   | 6   | NU  | 11  | 164    |
| 10   | Peep Laansoo             | Kalev Tallinn     | NU  | 12  | 10  | 5   | 148    |
| 11   | Aleksandr Miedwiedczenko | DOSAAF Kijów      | 10  | 9   | 11  | NU  | 138    |
| 12   | Jukk Reintam             | Jõud Tallinn      | 15  | 8   | 9   | NU  | 134    |
| 13   | Wiktor Klimanow          | Spartak Moskwa    | 12  | 11  | 15  | 8   | 131    |
| 14   | Michaił Lwow             | Zenit Ufa         | 5   | -   | 7   | NU  | 128    |
| 15   | Hugo Jurševskis          | Daugava Kandava   | 13  | 15  | 20  | 9   | 109    |
| 16   | Gediminas Neverauskas    | DOSAAF Janów      | 18  | 13  | 17  | 10  | 96     |
| 17   | Rimantas Kesminas        | DOSAAF Kowno      | 8   | NU  | 12  | NU  | 93     |
| 18   | Aare Mjannamets          | Kalev Tallinn     | -   | -   | 13  | 7   | 89     |
| 19   | Janis Gabalinš           | Daugava Tukums    | 14  | 14  | 16  | -   | 88     |
| 20   | Vilnis Zirnis            | DOSAAF Ryga       | 16  | 16  | NU  | 12  | 84     |
| 21   | Jakow Budensztejn        | Spartak Donieck   | NU  | 18  | 14  | NU  | 48     |
| 22   | Eduardas Slavinskas      | DOSAAF Kowno      | -   | -   | 18  | 13  | 46     |
| 23   | Antanas Smaidžiūnas      | Żalgiris Kowno    | 19  | 19  | -   | -   | 34     |
| 24   | Jewgienij Błochin        | Zenit Ufa         | 17  | 21  | -   | -   | 34     |
| 25   | Iwan Kowytiew            | Spartak Jałta     | -   | -   | 19  | NU  | 15     |
| 26   | Nikołaj Żeleznow         | Spartak Mińsk     | NU  | 20  | -   | -   | 12     |
| NS   | Igor Naumczenko          | Spartak Kijów     | NU  | -   | -   | -   | 0      |
| NS   | Aleksandr Kurniewicz     | Spartak Mińsk     | NU  | NU  | -   | -   | 0      |
| NS   | Walerij Leontiew         | Spartak Moskwa    | NU  | NU  | NU  | -   | 0      |